# Gagrella longipalpis
Gagrella longipalpis is een hooiwagen uit de familie Sclerosomatidae.